# Roca Rovira
La Roca Rovira és una muntanya de 380 metres que es troba al municipi de Santa Cristina d'Aro, a la comarca catalana del Baix Empordà.